# Zamachy w Mogadiszu (14 października 2017)
Zamachy w Mogadiszu – zamachy terrorystyczne, do których doszło 14 października 2017 roku w Mogadiszu, stolicy Somalii. W atakach zginęło 587 osób, a 316 zostało rannych.

## Przebieg ataków
14 października 2017 roku przed Hotelem Safari nastąpił wybuch ciężarówki wypełnionej materiałami wybuchowymi. Eksplozja nastąpiła na zatłoczonej ulicy, tuż obok bazaru. Zaminowany pojazd zatrzymał się obok wypełnionej paliwem cysterny, co spotęgowało eksplozję, a na jej skutek zawaliło się wiele okolicznych budynków. Zginęło 587 osób, a 316 zostało rannych. Był to największy atak bombowy w historii Somalii. Wśród ofiar było 5 wolontariuszy z Międzynarodowego Ruchu Czerwonego Krzyża i Czerwonego Półksiężyca. W ataku została poważnie uszkodzona ambasada Kataru, niewielkie obrażenia odniósł chargé d’affaires.
Tego samego dnia miał miejsce inny zamach bombowy w dzielnicy Madina, gdzie zginęły dwie osoby.
Były minister bezpieczeństwa wewnętrznego, Abdirizak Omar Mohamed, poinformował, że co najmniej 358 osób zginęło w atakach. 15 października premier Somalii, Hassan Ali Khayre, powołał 16-osobową komisję mającą zorganizować pogrzeby państwowe ofiar ataku oraz zapewnić pomoc rannym. Ostateczny bilans zamachu ogłoszono kilka tygodni później. 
Atak nastąpił dwa dni po spotkaniu szefa United States Africa Command z prezydentem Somalii. Z przyczyn niejawnych zrezygnował wtedy minister obrony i dowódca armii.

## Reakcje
W reakcji na zamachy prezydent Somalii, Mohamed Abdullahi Mohamed, ogłosił 3-dniową żałobę narodową.